# ربة البيت (رواية)
ربة البيت (بالروسية: Хозяйка) رواية قصيرة من تأليف الكاتب الروسي فيودور دوستويفسكي. بدأ دوستويفسكي كتابة الرواية في عام 1847، وأنهى تأليفها في 9 سبتمبر من نفس العام، نُشِر الجزء الأول من الرواية في شهر أكتوبر، استجابة لطلب دوستويفسكي، والجزء الثاني نُشِر بعدها بشهر واحد. الرواية تماثل في عديد من النواحي القصص الشعبية الروسية، ومن المحتمل أن دوستويفسكي تأثَّر في كتابتها بغوغول وأودويفسكي وهوفمان، ويرى ألفرد بيم أنَّ عناصر من الرواية مستوحاة من سيرة المؤلف الشخصيَّة. عقب نشرها حصدت الرواية آراءً متباينة، انتُقِدَ دوستويفسكي بسبب انتحاله أعمالاً أخرى، وبالتحديد أعمال هوفمان، انتقد بلانسكي الرواية بشدَّة، واصفاً إياها "هراء فظيع"، ولكنَّ التوجُّه النقدي الحديث في تناول الرواية تغيَّر إيجاباً، حيث يُنظر إلى هذه الرواية باعتبارها عملاً مُمَيزاً بين مؤلفات دوستويفسكي بسبب استعماله المكثَّف للميلودراما والغموض والرهبة.
تجري أحداث الرواية في مدينة سانت بطرسبورغ، وتحكي عن قصة الشاب "فاسيلي ميخائيلوفيتش أوردينوف"، الذي يصبح متيماً في حب كاترينا، وهي زوجة رجل مكتئب ضعيف يراه أوردينوف كعراف خبيث أو متصوِّف غامض.

## حبكة الرواية
بعد أن اضطُر العالم المنعزل والمحب للكتب «فاسيلي أوردينوف» إلى مغادرة شقته، يقوم بالتجول بلا هدف في شوارع مدينة سانت بطرسبرغ، ويفكر في يأسه من حياته معدومة الحب وطفولته ومستقبله. خلال تجوله بارتباك، يدخل كنيسة، حيث يلاحظ وجود رجل عجوز، «إيليا ميورن»، مع زوجته اليافعة «كاترينا». قاده إعجابه بالزوجين، ولا سيما كاترينا، للعودة للقائهم عدة مرات، بقصد تأمين سكن في منزلهم، حتى أصبح في النهاية ضيفًا في المنزل. ميورن الكئيب هو من طائفة «المؤمنين القدماء»، ويتمتع بقدرة على الاستبصار أزعجت جيرانه والشرطة المحلية، ويبدو أنها تسيطر على زوجته. تشير كاترينا إلى أن مورين كان حبيب والدتها، وأنها قد تكون ابنة ميورن البيولوجية، وأنه هرب مع أمها بعد أن قتل والدها. هناك اقتراح لم تتبين صحته بأن ميورن تسبب في وفاة خطيب كاترينا أثناء هروبهما.
وقع أوردينوف في حب كاترينا، وبادلته نفس الشعور خلال رعايته وهو مصاب بالهذيان. خلال هذيانه، يتجسس أوردينوف، في الحلم أو الواقع، على ميورن الذي يستلقي على فراشه نتيجة مرضة وهو يروي حكايات لكاترينا - يهرع إلى غرفة ميورن؛ ويحاول ميورن إطلاق النار عليه بمسدسه، لكن يخطئ الهدف. يحاول أوردينوف إقناع كاترينا بحاجتها إلى الانفصال عن ميورن جسديًا ونفسيًا، ويظن أنه نجح بإقناعها بذلك بعد سماع غنائها عن الحب والحرية. تقدم كاترينا النبيذ إلى أوردينوف وميورن قبل أن تقرر ما ستفعل. يستخدم ميورن لغة التنبؤ وعلم النفس لإقناعها أن خياراتها عديمة الجدوى، فقدر كاترينا هو أن تكون حبيسة سيدها وفجعها لأنها أنثى. يستنتج أوردينوف بعد ذلك أن ميورن هو ساحر بالتأكيد وكاترينا هي عبدة له، كما تؤمن هي الأخرى بذلك. لتحريرها، يعرض أوردينوف شراء كاترينا من ميورن. لكن ميورن يُحذره من تهديد خفي، فالسعر سيكون سفكًا لدماء المشتري وسلعته. خوفًا من عدم قدرته على إقناعه، يقرر أوردينوف قتل ميورن، لكنه يفشل بعد سقوط السكين من يده وخضوع كاترينا لسيطرة زوجها.
يشرح ميورن بعد ذلك للشرطة أن أوردينوف وكاترينا شخصان ضعيفان وسوف يستغنيان عن الحرية إذا كسباها؛ فهي تحتاج للخضوع لسيطرة سيدها، وهو لم يستطع قتل رجل أقوى منه حتى مع توفر سبل القيام بذلك.

## نظرة تاريخية
في أكتوبر 1846، كتب «دوستويفسكي» مخاطبًا أخاه ميخائيل أن قصة «السيد بروخارشين» القصيرة الخاصة به قد أعجبت النقاد، وأنه يواصل العمل على قصة «السوالف المحفوظة» للناقد «فيساريون بيلينسكي». كان قد فكر بالفعل بكتابة رواية ربة المنزل في تلك المرحلة، وبعد ثلاثة أيام كتب مرة أخرى إلى ميخائيل ليعلمه بتأجيله كتابة قصة السوالف المحفوظة المُقترحة لأنه يريد تقديم أسلوب جديد، وأن هناك «أفكارًا أكثر أصالةً وحيوية وابتكارًا تنتظر أن تُكتب.» أشار فيما بعد إلى أوجه التشابه الملائمة بين كتابة رواية ربة المنزل وروايته الأولى، «المساكين».
في 26 نوفمبر 1846، أعلن دوستويفسكي أنه أنهى انتمائه لمجلة «ذا كونتيمبروري» الخاصة بـ «نيكراسوف» و«باناييف» للانضمام إلى مجلة «نوتس أوف ذا فاذرلاند» الخاصة بـ «أندري كرايفسكي». كما أنه أنهى ارتباطه بالدائرة الأدبية لـ «بيلنسكي» بعد خلافه معه أوائل عام 1846 - في وقت لاحق، غادر بيلينسكي مجلة نوتس أوف ذا فاذرلاند  للكتابة لصالح مجلة ذا كونتيمبروري. في عام 1846، نشر كرايفسكي معظم قصص دوستويفسكي التي ألفها قبل سجنه، باستثناء قصة «رواية في تسع رسائل»، التي نُشرت في مجلة ذا كونتيمبروري، بالإضافة لقصة «الأطفال الزاحفون»، التي طُبعت في «الروزنامة المُصورة». في أوائل عام 1847، أشار دوستويفسكي في رسالة إلى أخيه أنه بدأ كتلة رواية ربة المنزل. وقد أنهى كتابتها في 9 سبتمبر 1847. وفقًا لرغبات دوستويفسكي، نُشر الجزء الأول في أكتوبر - نُشر الجزء الثاني في الشهر التالي.